# Stadskanaal
Stadskanaal este o comună și o localitate în provincia Groningen, Țările de Jos. Numele localității înseamnă în limba neerlandeză Canalul Orașului și se referă la un canal navigabil ce deservea orașul Groningen. Canalul există și în zilele noastre, fiind utilizat mai ales pentru agrement. 
Zona este cunoscută pentru minele de turbă.

## Localitati componente
Alteveer, Barlage, Blekslage, Braamberg, Ceresdorp, Höchte, Holte, Horsten, Kopstukken, Mussel, Musselkanaal, Onstwedde, Oomsberg, Smeerling, Stadskanaal, Sterenborg, Ter Maarsch, Ter Wupping, Veenhuizen, Vledderhuizen, Vledderveen, Vosseberg, Wessinghuizen.